# لوبي يهودي
اللوبي اليهودي هو مصطلح يستخدم لوصف النفوذ اليهودي المنظم، غالباً من قبل اليهود الأشكناز الذين يعيشون في الشتات، على عدد من القطاعات والدول، ويتضمن ذلك السياسات والأكاديميين والحكومات والسياسة العامة والعلاقات الدولية، بالإضافة إلى الأعمال والاقتصاد العالمي والإعلام والأوساط الأكاديمية والثقافة الشعبية.

## تعريف
يعّرف والتر جون ريموند «اللوبي اليهودي» في قاموس السياسية بأنه مجموع ما يقارب 34 منظمة يهودية سياسية في الولايات المتحدة تقوم بجهود منفردة ومشتركة من أجل مصالحها في الولايات المتحدة ومصالح دولة إسرائيل. ويقول دومينيك فيدال في جريدة لوموند ديبلوماتيك أن اللوبي اليهودي في الولايات المتحدة واحد من الكثير من المجموعات المؤثرة ذات المكانة الرسمية في المؤسسات والسلطات.
وتعرّف جمعية بعناي بعريث لمكافحة التشهير في أستراليا اللوبي اليهودي بأنه مجموعة كبيرة من الأفراد والمنظمات التي تكرس جهودها لدعم احتياجات ومصالح اليهود. وقال جي جي جولدبرغ مدير تحرير ذا فورورد في خطاب له عام 2004 أن اللوبي اليهودي هو في الحقيقة أكثر من مجرد عشرات من المنظمات؛ رابطة مكافحة التشهير واللجنة اليهودية الأمريكية وهداسا وبالطبع أيباك.

### قصور التعريف
يقول ميتشل بارد مدير المؤسسة التعاونية الأمريكية الإسرائيلية الغير ربحية: «يُستخدم مصطلح اللوبي اليهودي للإشارة إلى النفوذ اليهودي، لكن هذا المصطلح غامض وغير كافي. صحيح أن اللوبيات أو جماعات الضغط تمثل اليهود الأمريكيين في بعض الأحيان، لكن هذه الجهود المباشرة لتأثير بصنّاع القرار ما هي إلى جزء صغير من قدرة اللوبي على صياغة السياسة.» ويقول بارد أن مصطلح اللوبي الإسرائيلي أكثر دقة لأنه يشمل كلا العناصر الرسمية والغير رسمية (التي تتضمن الرأي العام)، ولأن نسبة كبيرة من اللوبي هم من غير اليهود.
ويقول ستيفن والت الأستاذ في جامعة هارفارد وجون ميرشايمر الأستاذ في جامعة شيكاغو في كتابهم، الكتاب الأكثر مبيعاً اللوبي الإسرائيلي والسياسة الأمريكية الخارجية، أن أيباك ومؤتمر الرؤساء والإعلام الإسرائيلي إلى اللوبي اليهودي في أمريكا. لكن ستيفن والت قال في إجابة على سؤال فيما بعد أنهم لا يستخدموا أبداً مصطلح اللوبي اليهودي، لأن اللوبي يُعرف بأجندته السياسة وليس بالدين أو العرق. وذكر الكاتبان في رسالة إلى رئيس تحرير نيويورك تايمز للرد على مراجعة ليزلي جيلب للكتاب: «يشير جيلب مراراً إلى اللوبي اليهودي بالرغم من أننا لم نستخدم هذا المصطلح أبداً في كتابنا. وبالتأكيد نحن نرفض وبصراحة هذه التسمية المضللة وغير الدقيقة، لأن اللوبي يضم غير يهود ومسيحيين صهيونيين، ولأن الكثير من اليهود الأمريكيين لا يؤيدون السياسات المتشددة التي يفضلها رموز اللوبي الأكثر قوة.»

## إدعاءات بمعاداة السامية أو الازدراء
تنتشر مزاعم كثيرة بأن اللوبي اليهودي يطبق بخناقه على السياسة الأمريكية الخارجية، فيقول إدوارد تيفنان في كتابه اللوبي أن اللوبي اليهودي في الولايات المتحدة أصبح عدواني ومهيمن ومؤيد لإسرائيل في المقام الأول ومؤثر في المسائل المتعلقة بالشرق الأوسط لدرجة أن المقيمين في كابيتال هيل يشيرون إليه باللوبي فقط. ورد بعض المعلقون على مثل هذه الأقوال بأنها غير صحيحة ومعادية للسامية، فذكرت لجنة بنعاي برعيث الأسترالية لمكافحة التشهير أن الافتراض بأن اليهود يملكون سلطة وتأثير غير متكافئ في عملية صنع القرار هو ما يحول وصف واقع سياسي إلى نقاشات معادية لسامية عن مدى سلطة اليهود.
وقالت سوزان جاكوبز من جامعة مانشستر متروبوليتان أن استخدام عبارة اللوبي اليهودي من دون الإشارة إلي اللوبيات الأخرى، أو تمييز اليهود الذين لديهم مواقف سياسية مختلفة في عدد من المسائل، المتضمنة فلسطين وإسرائيل، يعتبر شكل معاصر من الخوف من المؤامرة اليهودية. ويرى روبرت س. ويسترتش من المركز الدولي للدراسات المعادية للسامية في الجامعة العبرية في القدس أنه عند استخدام العبارة لوصف لوبي يهودي يملك سلطة تامة تمنع إقامة العدل في الشرق الأوسط هو اعتماد على صورة نمطية كلاسيكية معادية للسامية.
أما في فرنسا فيستخدم مصطلح اللوبي اليهودي كما ذكر دومينيك فيدال حصراً من قبل اليمين المتطرف كعبارة تجمع بين الأوهام المعادية للسامية النموذجية عن أموال اليهود وتحكمهم بالإعلام وسلطتهم، وهو المصطلح المرادف لبرتوكولات حكماء صهيون في هذا العصر. بينما يكره برونو بيتلهم هذا المصطلح موضحاً بأن غرور اليهود والخوف من معاداة السامية قد صنعت صورة هذا اللوبي.
ويقول رئيس تحرير سيدني مورنينق هيرالد، مايكل فيسونتي، أن الطريقة التي يتقاذف بها مصطلح اللوبي اليهودي في العديد من الرسائل يوحي أن هناك شيء خبيث متأصل في عمل اللوبي عندما يقوم به اليهود. ويستخدم هذا المصطلح في أستراليا، وفقاً لجيفري براهام ليفي وفيلب مندز، كوصف انتقاصي للطريقة التي يؤثر بها المجتمع اليهودي على الحزب الليبرالي، من خلال التحدث إلى قادتها ووضعهم في الصورة لإدراك رغبات اليهود ووجهات نظرهم.
اضطر كريس ديفيز العضو في البرلمان الأوروبي إلى الاستقالة من منصبه كرئيس لحزب الديمقراطيين الليبرالي في البرلمان الأوروبي بعد أن كتب عن شجبه لتأثير اللوبي اليهودي الذي يبدو أنه يملك سلطة كبيرة على عملية صنع القرار السياسي في كثير من الدول. واعترف في إدلاء له على موقع توتال جويش أنه لم يكن يعرف الفرق بين الإشارة إلى اللوبي الموالي لإسرائيل واللوبي اليهودي، وأضاف أنه مستعد لقبول عدم فهمه لدلالات بعض من هذه الأمور. علق ديفيد هيرريش من الجارديان على استخدام ديفيز للمصطلح وقال: "كان عليه أن يستقيل من منصبه لأن غريزته الجديرة بالثناء في الوقوف بجانب المستضعفين كانت غير مخففه بالحذر أو الفكر أو التعليم الذاتي. وقارن بين خطاب ديفيز وخطابات المحنكون أمثال ميرشايمر ووالت وروبرت فيسك التي تتفادى التصريحات المعادية للسامية الصريحة.

## انتقادات تهم معاداة السامية
رفض بعض الكتاب إدعاءات معاداة السامية التي يطلقها كتاب أخرون. جي جي جولدبرج كان واحد من هؤلاء الكتاب، حيث ناقش في خطابه عام 2004 مصطلح اللوبي اليهودي وقال: «كانت هناك الكثير من النقاشات المطولة خلال السنوات القليلة الماضية حول امتداد سلطة اللوبي اليهود واتساع تأثيرها، ولم يكن بالإمكان الحديث عن هذه المواضيع في السابق، وعندما كتبت كتاب نفوذ اليهود في عام 1996 اتهمت من قبل العديد من اللوبيين بتضخيم وتصديق أساطير المؤامرات اليهودية العالمية القديمة فقط لأني استخدمت هذا العنوان.» لكن جولدبرج عارض هذه الحساسية تجاه استخدام المصطلح، محتجاً بأن هناك أمر بالفعل يدعى اللوبي اليهودي، وأن هناك شبكة من المنظمات تعمل معاً لنشر ما يمكن تسميته بنظرة أو رأي المجتمع اليهودي بشؤون العالم لا يستهان بها، وهي ليست خيالاً، ولكنها في الوقت نفسه ليست أخطبوط قوي مثل الذي يُصور أحياناً هذه الأيام.
أما ستيفن والت وجون ميرشايمر ذهبا أبعد من ذلك في كتابهما عن اللوبي وقالا أن صرخة معاداة السامية الكاذبة تُستخدم في بعض الأحيان كوسيلة لكبت أي انتقادات موجه لإسرائيل، فيقولان: «لن يكون أي نقاش حول اللوبي مكتمل بدون دراسة واحد من أقوى أسلحته المتمثلة في تهمة معاداة السامية. كل من ينتقد أعمال إسرائيل أو يقول أن المجموعات الموالية لإسرائيل لديها تأثير كبير على السياسة الأمريكية في الشرق الأوسط، وهو التأثير الذي تحتفي به الإيباك، يضع نفسه في موضع الاتهام بمعاداة السامية. في الواقع بمجرد أن يزعم أي شخص أن هناك لوبي إسرائيلي فإنه سيخاطر بالتعرض إلى تهمة معاداة السامية، بالرغم من أن الإعلام اليهودي يشير إلى لوبي إسرائيلي في أمريكا. بمعنى أخر يتفاخر اللوبي اليهودي بنفوذه، ثم يهاجم أي شخص يلفت الانتباه إليه. إنه تكتيك فعال، فلا أحد يريد أن يكون متهماً بمعاداة السامية.»

## النشاطات
يقول جولدبرج في كتابه نفوذ اليهود أن اللوبي اليهودي في أمريكا قد لعب على مدى العقود دوراً قيادياً في صياغة السياسة الأمريكية في قضايا مثل الحقوق المدنية وفصل الدين عن الدولة والهجرة، توجهه لبرالية كونها خليط من التقاليد اليهودية وتجربة الاضطهاد والمصالح الشخصية. وبرز اللوبي بعد التحول الحاد في سياسة إدارة نيكسون تجاه دعم المساعدات العسكرية والخارجية لإسرائيل بعد حرب أكتوبر 1973.
ويقول إدوارد تيفنان في كتابه اللوبي: نفوذ اليهود السياسي والسياسة الأمريكية الخارجية أنه تم تطوير اللوبي اليهودي الكامل الصلاحية عام 1943 في أعقاب مؤتمر بيلتمور والمؤتمر اليهودي الأمريكي الذي مثل المعتدلون فيه سيفن صاموئيل وايز، وهزم أنصار أبا هليل سيلفر اللجنة اليهودية الأمريكية، وتوصل مؤتمر بيلتمور إلى نتيجة لهدف المتطرفون في عمل كومنولث يهودي. وأصبح سيلفر الداعي إلى دبلوماسية ظاهرة القائد الجديد للصهيونية الأمريكية، ثم بدأ بتحريك المنظمات الصهيونية وأعاد تسميتها بالمجلس الأمريكي الصهيوني لطوارئ، وبدأ في تحريك اليهود الأمريكيين في حركة جماهيرية.